# Clara Soteras i Acosta
Clara Soteras (Argentona, 1993) és una periodista catalana, especialitzada en posicionament en cercadors (SEO).
Llicenciada en periodisme per la Universitat Autònoma de Barcelona, va continuar els seus estudis fent formació sobre posicionament a cercadors i un màster de màrqueting digital en SEO i SEM per la KSchool. Va treballar com a editora de continguts digitals a Betevé i posteriorment es va incorporar a l'equip d'El Nacional, on ha tingut diversos càrrecs fins a esdevenir directora de SEO i de producte. És coneguda per haver aconseguit que el seu mitjà fos el més llegit de Catalunya, amb un pic de 6 milions d'usuaris únics en català, segons OJDinteractiva.
Forma part de la comunitat Mujeres en SEO i és membre de la comunitat Google Product Experts. També és professora associada a la UAB, del Grau en Periodisme i Grau en Comunicació Interactiva.